# Landkreis Brüx

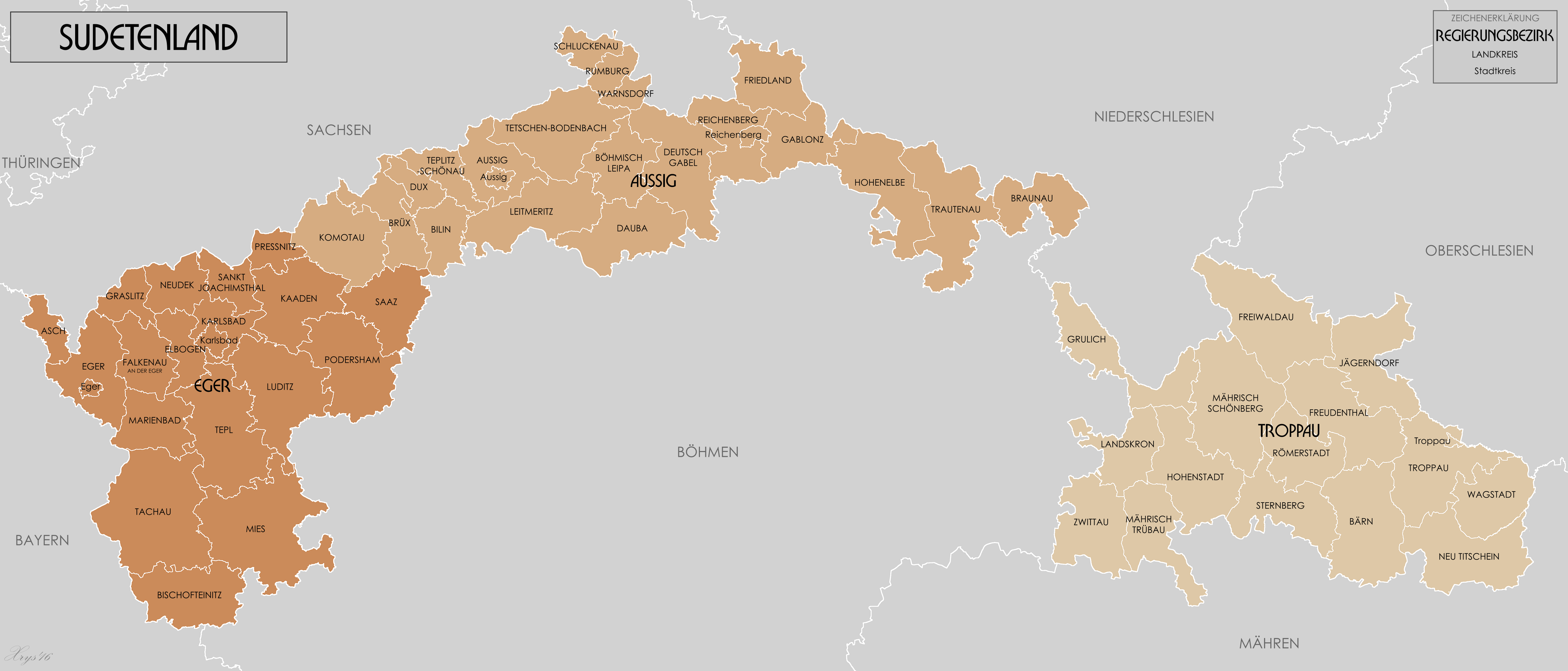
Verwaltungskarte des Reichsgaus Sudetenland

Der deutsche Landkreis Brüx bestand in der Zeit zwischen 1938 und 1945. Er umfasste am 1. Januar 1945 die vier Städte Brüx, Katharinaberg, Ober Georgenthal und Ober Leutensdorf und 39 weitere Gemeinden. Das Gebiet des Landkreises Brüx hatte am 1. Dezember 1930 108.678 Einwohner, am 17. Mai 1939 waren es 90.929 und am 22. Mai 1947 umfasste es 86.671 Bewohner.

## Verwaltungsgeschichte

### Tschechoslowakei / Deutsche Besetzung
Vor dem Münchner Abkommen vom 29. September 1938 gehörte der Okres Most zur Tschechoslowakei.
In der Zeit vom 1. bis 10. Oktober 1938 besetzten deutsche Truppen das Sudetenland. Der politische Bezirk Most trug fortan die frühere deutsch-österreichische Bezeichnung Brüx. Der politische Bezirk Brüx umfasste die Gerichtsbezirke Brüx, Katharinaberg und Oberleutensdorf. Seit dem 20. November 1938 führte der politische Bezirk Brüx die Bezeichnung „Landkreis“. Er unterstand bis zu diesem Tage dem Oberbefehlshaber des Heeres, Generaloberst Walther von Brauchitsch, als Militärverwaltungschef.

### Deutsches Reich
Am 21. November wurde das Gebiet des Landkreises Brüx förmlich in das Deutsche Reich eingegliedert und kam zum Verwaltungsbezirk der Sudetendeutschen Gebiete unter dem Reichskommissar Konrad Henlein. Sitz der Kreisverwaltung wurde die Stadt Brüx. Ab dem 15. April 1939 galt das Gesetz über den Aufbau der Verwaltung im Reichsgau Sudetenland (Sudetengaugesetz). Danach kam der Landkreis Brüx zum Reichsgau Sudetenland und wurden dem neuen Regierungsbezirk Aussig zugeteilt. Zum 1. Mai 1939 wurde eine Neugliederung der teilweise zerschnittenen Kreise im Sudetenland verfügt. Danach blieb der Landkreis Brüx in seinen bisherigen Grenzen erhalten. Er erhielt die Gemeinden Kallich (Ortsteil Gabrielahütten) aus dem Landkreis Komotau und Patokrey aus dem Landkreis Bilin. Bei diesem Zustand blieb es bis zum Ende des Zweiten Weltkriegs.
Seit 1945 gehörte das Gebiet wieder zur Tschechoslowakei, die Deutschen wurden aufgrund der Beneš-Dekrete vertrieben. Heute ist es ein Teil der Tschechischen Republik.

## Landräte
1938–1942: Wolfgang Geißler
1942–1945: Paul Wirtz

## Kommunalverfassung
Bereits am Tag vor der förmlichen Eingliederung in das Deutsche Reich, nämlich am 20. November 1938, wurden alle Gemeinden der Deutschen Gemeindeordnung vom 30. Januar 1935 unterstellt, welche die Durchsetzung des Führerprinzips auf Gemeindeebene vorsah. Es galten fortan die im bisherigen Reichsgebiet üblichen Bezeichnungen, nämlich statt:
- Ortsgemeinde – Gemeinde
- Marktgemeinde – Markt
- Stadtgemeinde – Stadt
- Politischer Bezirk – Landkreis

## Ortsnamen
Es galten die bisherigen Ortsnamen weiter, und zwar in der deutsch-österreichischen Fassung von 1918.
Im Jahr 1941 wurden eingegliedert:
- die Stadt Kopitz und die Gemeinden Rudelsdorf an der Biela, Strimitz und Tschausch in die Stadt Brüx,
- die Gemeinden Maltheuern und Nieder Leutensdorf in die Stadt Ober Leutensdorf.

1943 wurde eingegliedert:
- die Gemeinde Bergesgrün in die Stadt Ober Leutensdorf.

1943 wurde die neue Stadt Ober Georgenthal gebildet durch:
- Zusammenschluss der Städte Nieder Georgenthal und Ober Georgenthal.